# Xã Fremont, Quận Isabella, Michigan
Xã Fremont (tiếng Anh: Fremont Township) là một xã thuộc quận Isabella, tiểu bang Michigan, Hoa Kỳ. Năm 2010, dân số của xã này là 1.455 người.